# Leif Högström
Leif Nils Oskar Högström  (ur. 4 lipca 1955 w Enskede) – szwedzki szpadzista, złoty medalista igrzysk olimpijskich i dwukrotny medalista mistrzostw świata.
Na igrzyskach olimpijskich w Montrealu w 1976 roku reprezentacja Szwecji w składzie: Carl von Essen, Hans Jacobson, Rolf Edling, Leif Högström i Göran Flodström zwyciężyła w rywalizacji drużynowej. Na rozgrywanych cztery lata później igrzyskach olimpijskich w Moskwie był drużynowo piąty. W obu przypadkach w zawodach indywidualnych nie startował. 
Podczas mistrzostw świata w Budapeszcie w 1975 roku wspólnie z Göranem Flodströmem, Carlem von Essenem, Rolfem Edlingiem i Hansem Jacobsonem zdobył złoty medal w zawodach drużynowych. Wynik ten Szwedzi z Högströmem w składzie powtórzyli na mistrzostwach świata w Buenos Aires dwa lata później.